# Najadaceae
Najadaceae es una familia de liliopsidas del orden Najadales.
En algunos sistemas está incluida en la familia Hydrocharitaceae.
Najadaceae  e una familia de plantas monocotiledóneas. En la clasificación tradicional (1981) que incluye 50 especies del género de las Najas.
Son acuáticas herbáceas, sumergidas en las regiones frías a tropicales.
En la clasificación filogenética APG II (2003) y la clasificación filogenética APG III (2009) esta familia no existe: las plantas de esta familia se incorporan a las hydrocharitáceas.

## Características
- Hierbas anuales, acuáticas, sumergidas, dulciacuícolas.
- Hojas opuestas o ternadas, lineares o cintiformes, dentadas, con vaina.
- Flores unisexuales, pequeñas, solitarias o en glomérulos; las masculinas de perianto tubular bipartido y con un estambre; las femeninas aclamídeas y de ovario unilocular.
- Frutos en aquenio.
- Abarcan unas 10 especies, propias de las zonas cálidas y templadas.